# Andrena paucisquama
Andrena paucisquama is een vliesvleugelig insect uit de familie Andrenidae. De wetenschappelijke naam van de soort is voor het eerst geldig gepubliceerd in 1924 door Noskiewicz.